# Lecomtella
Lecomtella je monotipski biljni rod trava smješten u vlastiti tribus Lecomtelleae, dio potporodice Panicoideae. Jedina vrsta je L. madagascariensis, madagaskarki endem.
Naraste od 50 do 300 cm. Vrsta je kritično ugrožena i ograničena samo na masiv Andringitra.